# Vitali-verzameling
In de maattheorie, een deelgebied van de wiskunde, is onder aanname van het keuzeaxioma een vitali-verzameling een voorbeeld van een niet-meetbare verzameling van reële getallen: een verzameling die niet lebesgue-meetbaar is.
De vitali-verzameling is genoemd naar de Italiaanse wiskundige Giuseppe Vitali. De stelling van Vitali is een existentiestelling dat er zulke verzamelingen bestaan onder aanname van het keuzeaxioma. Er zijn er bij deze aanname overaftelbaar veel.

## Beschrijving en bewijs van onmeetbaarheid
Beschrijving van een vitali-verzameling:
De reële getallen kunnen ingedeeld worden in overaftelbaar veel verschoven kopieën van de verzameling van rationale getallen: de equivalentieklassen van de equivalentierelatie "verschil is rationaal". Kies nu uit elke klasse één getal tussen 0 en 1 (hiervoor is het keuze-axioma nodig). Dit geeft een verzameling V die een vitali-verzameling wordt genoemd.
Bewijs van onmeetbaarheid (in het kort):
Als we V op de getallenlijn rationale afstanden kleiner dan 1 naar links of rechts verschuiven dan krijgen we aftelbaar veel disjuncte verzamelingen, we blijven tussen -1 en 2, en bestrijken onder meer het hele interval van 0 tot 1. Als V meetbaar was zou bij verschuiving de verzameling meetbaar blijven en de maat gelijk blijven,  en zou de vereniging ook meetbaar zijn, met een maat gelijk aan de som van de maten. Die zou dan afhankelijk van de maat van V nul of oneindig zijn, maar anderzijds zou die tussen 1 en 3 moeten zijn. V is dus niet meetbaar.

## Variant
Als men bij een reëel getal denkt in termen van de decimale ontwikkeling (met een oneindige rij cijfers achter de komma) dan is de volgende variant misschien eenvoudiger.
De oneindige rijen cijfers (corresponderend met de reële getallen tussen 0 en 1) kunnen ingedeeld worden in overaftelbaar veel equivalentieklassen van de equivalentierelatie "na een eindig aantal cijfers zijn de beide rijen gelijk". Kies nu uit elke klasse één rij (ook hier is het keuze-axioma nodig: een vast systeem voor de keuze bestaat niet). Noem deze verzameling V. Bekijk gerouleerde versies van V (corresponderend met optelling van een decimale breuk, dus een eindige decimale ontwikkeling, en het resultaat modulo 1 nemen). Als V meetbaar was zouden we aftelbaar veel disjuncte "even grote" verzamelingen hebben met samen een grootte 1, wat net als boven niet kan.

## Ander maatbegrip
Als we de eis van sigma-additiviteit van een maat verzwakken tot eindige additiviteit dan leidt de meetbaarheid van een vitali-verzameling niet tot tegenstrijdigheid. De maat zou dan nul moeten zijn, en die van een eindige vereniging van zulke verzamelingen ook, terwijl een aftelbare vereniging wel groter dan nul zou kunnen zijn.
In de driedimensionale ruimte zijn er zelfs bij dit maatbegrip nog onmeetbare verzamelingen, zie de banach-tarskiparadox.